# Stražeman
Stražeman es una localidad de Croacia en el ejido del municipio de Velika, condado de Požega-Eslavonia.

## Geografía
Se encuentra a una altitud de 352 m s. n. m. a 186 km de la capital nacional, Zagreb.

## Demografía
En el censo 2011 el total de población de la localidad fue de 231 habitantes.
| Gráfica de población de Stražeman 1857-2011                         |
|                                                                     |
| Según los censos de población de la oficina estadística de Croacia. |